# Măreția frigului
Măreția frigului - romanul unui sentiment este un volum de poezii al poetului român Nichita Stănescu publicat în anul 1972 la editura Junimea. Cartea are inserată și o dedicație din partea autorului Romanticului meu prieten Constantin Chiriță și i-a adus poetului cel de-al treilea premiu din partea Uniunii Scriitorilor din România. 
Volumul are patru părți și conține următoarele poezii:
1. Măreția frigului
  - Insignă
  - Ridică-te și cîntă-ne
  - Secunda florii
  - Schimbarea la față
  - Trecător
  - Spre semn
  - Steaua
  - 5, 4, 3, 2, 1, 0
  - Strigăt
  - Crește altă iarbă
  - Clepsidra
  - Plus unu mai puṭin
  - Prințul căzînd de pe cal
  - Cal de rege, cal de prinț
  - Albastru de singur
  - Rău de frumusețe
  - Însoțire
  - Menuet
  - Fereastră
  - Construcție
  - Coasta rechină
  - Singură vedere
  - Dialog
  - Molima
  - Pitagora
  - Sarea apei
  - Ai altora
  - Marină
  - Noe
  - Foarte cîine
  - Cîntec lent
  - Lecția de anatomie
  - Tu
  - Autoportret de sîmbătă seara
  - Pieire de bătrîn
  - Comunicare
  - Stare
  - Marină
  - Rugăciunea
  - Ars amandi
  - Emil Botta
  - Încă o dată
  - Pînza de păianjen de Goya
  - La toamnă
  - După luptă
  - Mai lasă-mă
  - Ultima
2. Manualul răului visător
  - Întrebări
  - Confesiunea răului visător
  - Frigul, sau a doua confesiune a răului visător
  - Învățarea de-a fi capră
  - Cîmp vechi
  - Intimidare
  - Despre starea de zbatere
  - Ritm
  - Către soldat
  - Lecția de dans
  - Patinatoarele
  - Matematica poetică
  - Lecția de zbor
  - În landa de piatră
  - Ah, dacă…
  - Icoană pe sticlă
  - Inimă văzînd
  - Fără inimă
  - Doină
  - Pune-mi piper în ochi
  - Placă stricată
  - Doină
  - Lăsarea în voie
  - Arătarea pietrei
  - Alte chei
  - Îndurerarea
  - Dormire
  - Luarea zborului din zbor
  - Putrezirea calului
  - Dezîngerirea
  - Și dacă
3. Cîntece de cireșar
  - Cireșar
  - Bate întotdeauna alt clopot
  - Stare cireșară
  - Ochi negru de cărbune văzut de alt copil
  - Recăpătarea respirației
  - Raportul către păsări
  - Această țară de vis
  - Mai grațios ca frunza
  - Lecția de citire
  - Imn la natură
  - Starea de a
  - Cireșar
  - Pietre de mîncare
  - Imn
  - Tunderea oilor
  - Invitație la o floare
  - Cireșar
  - Cîntec
  - Dansul
  - Somnul
  - Fotografie
  - Denaturarea sunetului
  - Rugăciune la o piatră
  - Desen pe o aripă
  - Ciuleandra
  - După imn
  - Doină
  - Cavaler al florii de cireș
  - Cireșar
  - Tînără fată mergînd
  - Nimic nu este altceva
  - Strigarea numelui
4. Starea cîntecului
  - Altă matematică
  - Alunecarea gîndului
  - Rărirea lucrurilor
  - Pe fondul foarte verde al ierbii
  - Pastel de iarnă
  - Ou de mierlă
  - Cîntec de leagăn
  - Cîntec de leagăn
  - Descripție
  - Copil bolnav
  - La ultimul etaj
  - Ce alb, ce negru de alb!
  - Vînătoare
  - Vederea păsărilor
  - Cină
  - Colindă pe loc
  - Nedreptate
  - Trista vedere a girafei
  - Mare secată
  - Cu fața spre iarbă
  - Orfeu în vechea cetate
  - Scurtă vorbire
  - Baladă
  - Chiar așa
  - Starea cîntecului

[]
1. ↑  Marian Chirulescu, Paul D. Popescu, Mihaela Radu (2021). Personalități prahovene. Dicționar biobibliografic. Darkoprint. p. 585.